# Градът на Бога
„Градът на Бога“ (на португалски: Cidade de Deus) е бразилски криминален филм от 2002 година, режисиран от Фернанду Мейрелис в сътрудничество с Катия Лунд.
Сценарият на Браулиу Мантовани, адаптация на едноименния роман на Пауло Линс от 1997 година, описва развитието на организираната престъпност в Сидади ди Деуш (в буквален превод „Божи град“), едно от бедните предградия на Рио де Жанейро, от 60-те до 80-те години на 20 век. Повечето актьори във филма са любители, като главните роли се изпълняват от Алешандри Родригиш, Леандру Фирмину, Фелипи Хагенсен.
През 2004 година „Градът на Бога“ получава 4 номинации за Оскар – за операторска работа, монтаж, режисура и адаптиран сценарий.